# Indianermuseum Gevezin
Das Indianermuseum Gevezin war ein privates Museum im Gutshaus Gevezin in der mecklenburgischen Gemeinde Blankenhof. Die Sammlung des Museums war mit über 4.000 Exponaten die größte private Sammlung indianischer Kulturgüter und dokumentierte anschaulich den Ursprung und die Entwicklung der Indianer Nordamerikas bis zum 20. Jahrhundert. Neben der Sammlung beherbergte das Gutshaus eine Karl-May-Gedächtnisstätte und eine Galerie mit Werken deutscher Maler des 19. Jahrhunderts. Das Museum wurde 2012 geschlossen.

## Die Sammlung und der Museumsgründer
Karl-Heinrich Gehricke (1929–2010), der Gründer des Museums, wuchs in Zerbst auf und war Richter in Berlin. Als Kind lernte er Patty Frank kennen, seines Zeichens Verwalter des Karl-May-Museums Radebeul. Schon Gehrickes Großvater begann Ende des 19. Jahrhunderts mit der Sammlung indianischer Gegenstände im Rahmen von Nordamerikareisen, sein Vater sammelte weiter. Die Familie sammelte auch Gemälde.
Gehricke besuchte erstmals 1975 Indianer in den Vereinigten Staaten und lebte dann immer wieder bei verschiedenen Stämmen. Nach und nach sammelte er originale Kleidungsstücke, Jagd-, Kriegs-, Schmuck- und Gebrauchsgegenstände in seiner großzügigen Schöneberger Altbau-Wohnung. Nach seiner Pensionierung unternahm er Anfang der 1990er den Versuch, Ausstellungsräume in Berlin für seine Sammlung zu bekommen. Die ihm angebotenen beiden Schlossgebäude im Ostteil der Stadt befanden sich trotz des hohen Preises in desolatem Zustand und eine Förderung wurde durch den Kultur- sowie auch den Wirtschaftssenat abgelehnt.

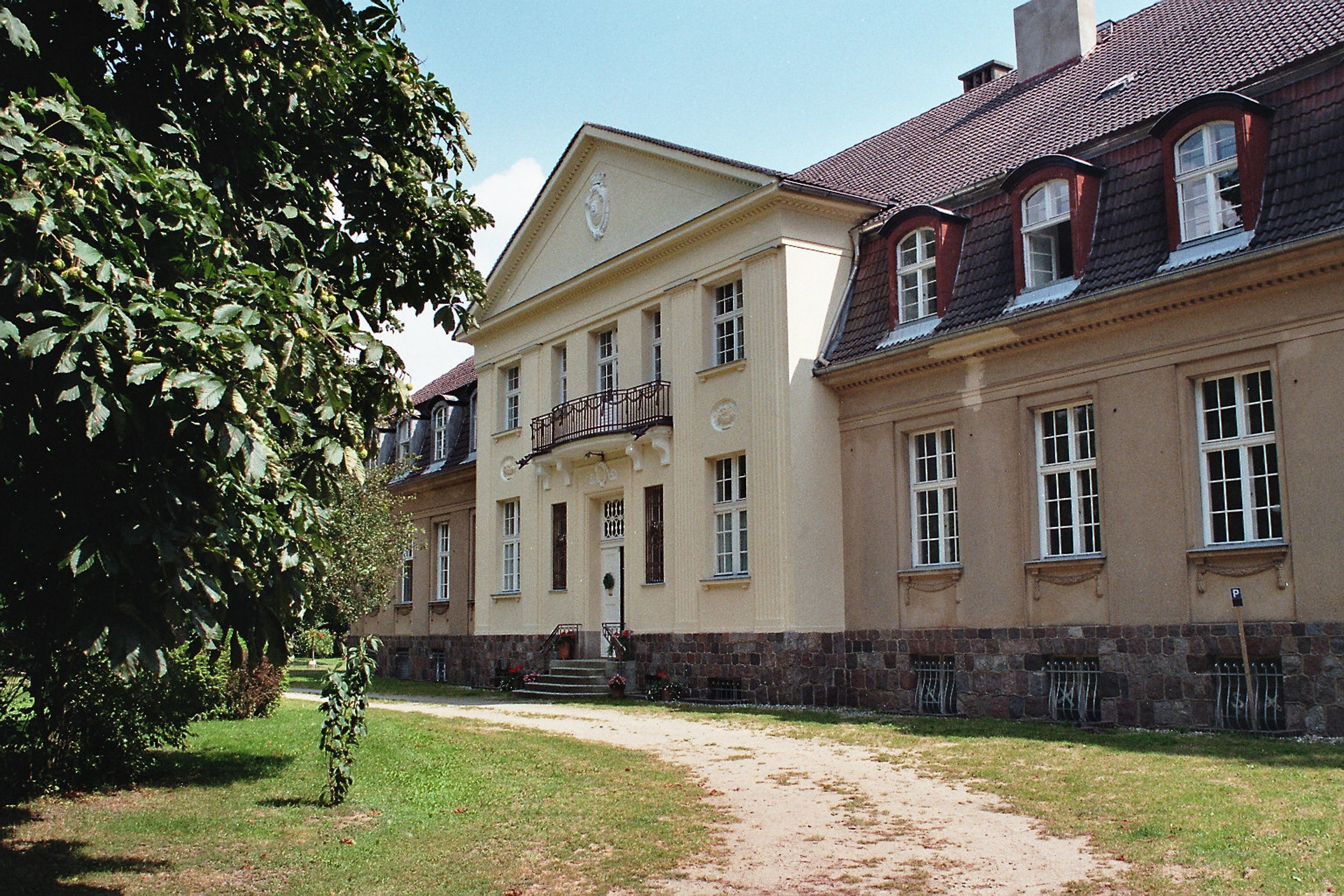
Das Gutshaus Gevezin, in dem sich das Indianermuseum befand.

Gehricke erwarb daraufhin das 1912 erbaute Gutshaus Gevezin, sanierte es und begann 1999 mit dem Aufbau des Indianermuseums, das er zusammen mit seinem Sohn Friedrich W. Gehricke betrieb. Die Eröffnung erfolgte 2002. Kurz vor seinem Tod suchte Karl-Heinrich Gehricke mit seinem Sohn an anderen Standorten eine Immobilie für das Museum  mit dem Ziel, mehr Laufkundschaft erreichen zu können. Nach eigenen Aussagen gelang es in Blankenhof nicht, die „Ausstellung wirtschaftlich rentabel am touristischen Markt zu positionieren“. Nach Karl-Heinrich Gehrickes Tod schloss das Museum endgültig im Jahr 2012.
Gehricke verfasste auch zwei Bücher, beide erschienen bei CW Nordwest Media (Grevesmühlen): Die Indianer Nordamerikas. Faszination eines Lebens. Zur Entstehung seines Museums für Kulturgeschichte der Indianer Nordamerikas (2004) und Absonderlichkeiten eines Jägerlebens. Jagdliche Reminiszenzen (2005).